# احتجاجات ميانمار (2021 – الآن)

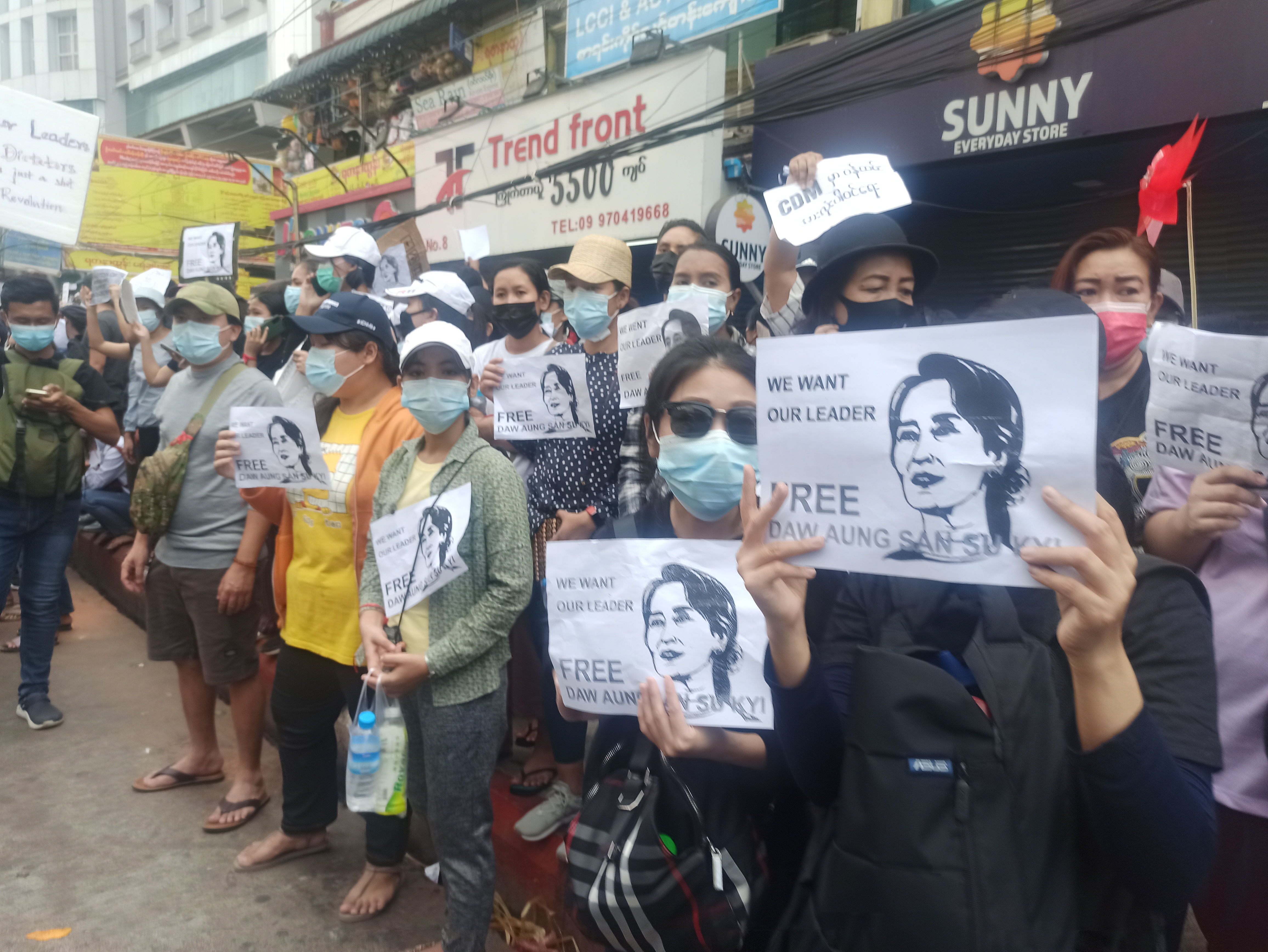
متظاهرون في يانغون يحملون لافتات كتب عليها «الحرية لداو أون سان سو تشي» في 8 فبراير 2021.

احتجاجات ميانمار في عام 2021 هي جهود المقاومة المدنية المحلية في ميانمار لمعارضة انقلاب ميانمار 2021، الذي نظمه مين أونغ هلاينغ، القائد العام لقوات تاتماداو (الاسم الرسمي لجيش ميانمار) في 1 فبراير 2021. واعتبارًا من 15 فبراير 2021، احتجِز 452 شخصًا على الأقل بسبب الانقلاب. استخدم المتظاهرون أشكال احتجاج سلمية وغير عنيفة، تشمل أعمال العصيان المدني، والإضرابات العمالية، وحملة المقاطعة العسكرية، وحركة الضرب على الأواني، وحملة الشريط الأحمر، والاحتجاجات العامة، والاعتراف الرسمي بنتائج الانتخابات من قبل النواب المنتخبين.
ارتدى العديد من المتظاهرين اللون الأحمر، المرتبط بالرابطة الوطنية من أجل الديمقراطية. أعادت حركة العصيان المدني إحياء أغنية «العالم لم ينتهِ بعد» التي نُشرت لأول مرة كنشيد لانتفاضة 8888، واستخدمتها كأغنية احتجاجية. تبنى المتظاهرون التحية الثلاثية الأصابع على نطاق واسع كرمز للاحتجاج، بينما انضم بعض مستخدمي الإنترنت المؤيدين للديمقراطية إلى تحالف الشاي بالحليب، وهي حركة تضامن ديمقراطية عبر الإنترنت في آسيا.
ردًا على تنامي حركة الاحتجاج، اتخذ النظام العسكري عددًا من الإجراءات المضادة. من بينها قطع الإنترنت ووسائل التواصل الاجتماعي، والتعتيم الإعلامي، ومتابعة الاعتقالات والأحكام الجنائية ضد المحتجين، وانتشار المعلومات المضللة، وتقديم عروض سياسية إلى الأحزاب السياسية المتنافسة للمشاركة في مجلس إدارة الدولة المشكل حديثًا، وهيئة الحكم المؤقتة، ونشر المتظاهرين والمحرضين المؤيدين للجيش، والاستخدام العنيف للقوة لقمع الاحتجاجات.

## خلفية
بدأ انقلاب ميانمار في صباح 1 فبراير 2021 عندما عزل تاتماداو -جيش ميانمار- الأعضاء المنتخبين ديمقراطيًا من الحزب الحاكم في ميانمار، الرابطة الوطنية من أجل الديمقراطية، مخولًا نفسه للسلطة بصفة ستراتوقراطية متسلمًا مجلس إدارة الدولة. أعلن تاتماداو حالة الطوارئ لمدة عام وأعلن أن السلطة مُنحت للقائد العام لخدمات الدفاع مين أونغ هلاينغ. كان من المقرر أن يؤدي الأعضاء المنتخبون لبرلمان ميانمار في الانتخابات العامة اليمين الدستورية في نوفمبر 2020 لكن الانقلاب حدث في اليوم الذي سبق أداء اليمين. واحتُجز الرئيس وين مينت ومستشارة الدولة أونغ سان سو تشي، إلى جانب الوزراء ونوابهم وأعضاء البرلمان.
أعلنت الولايات المتحدة رسميًا أن استيلاء الجيش على السلطة كان انقلابًا وتعهدت بمزيد من العقوبات على الجنرالات الذين يقفون وراء الانقلاب.

## أشكال المقاومة المدنية

### حركة العصيان المدني والإضرابات العمالية

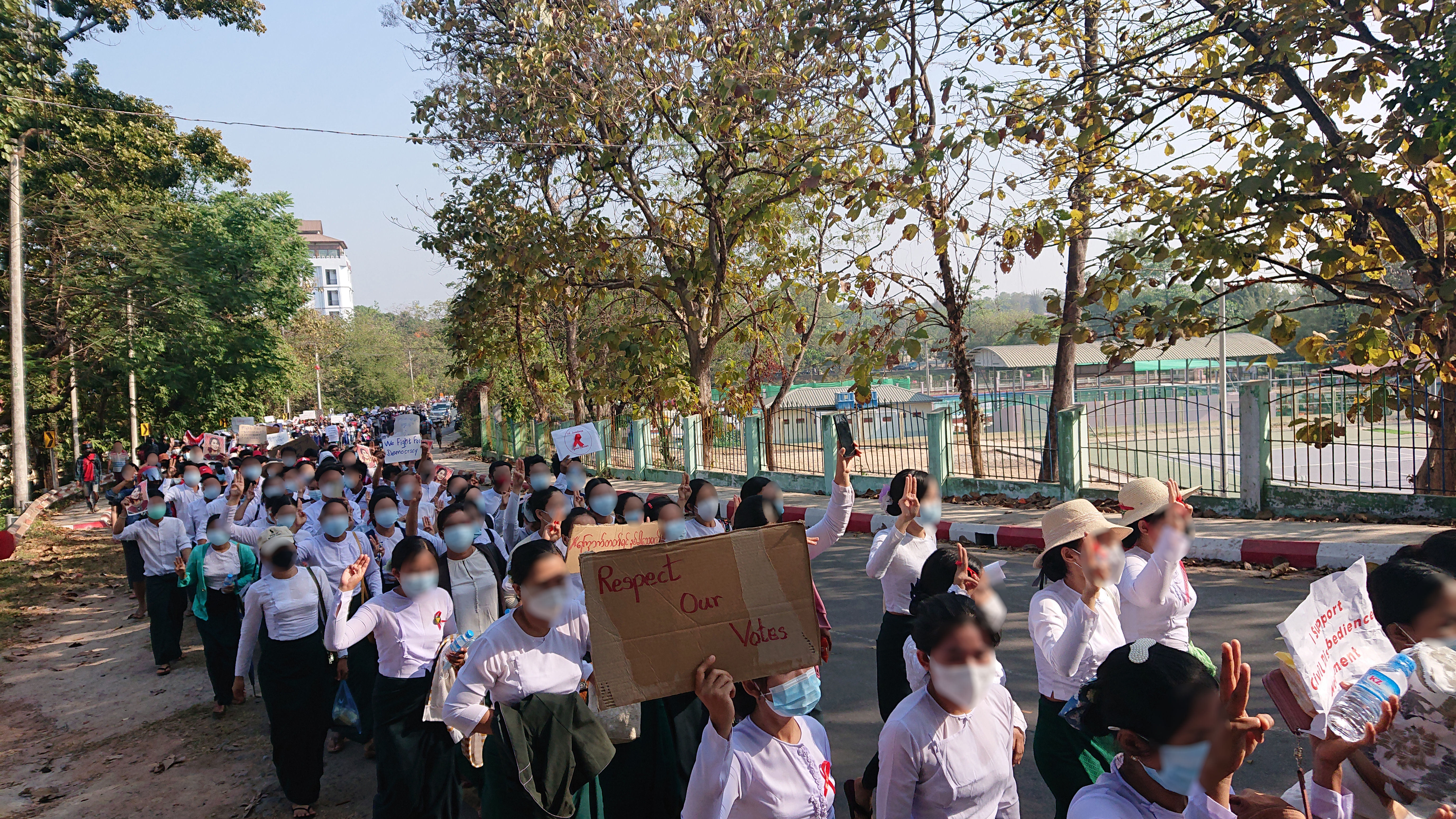
مجموعة من معلمي المدارس بالزي الرسمي يتظاهرون في هبا-ان في 9 فبراير 2021.

في 2 فبراير 2021 أطلق عمال الرعاية الصحية وموظفو الخدمة المدنية في جميع أنحاء البلاد، بما في ذلك في العاصمة الوطنية نايبيداو، حركة وطنية للعصيان المدني، اعتراضًا على الانقلاب. أطلِقت حملة على فيسبوك باسم «حركة العصيان المدني» اجتذبت أكثر من 230 ألف متابع، منذ انطلاقتها الأولى في 2 فبراير 2021. حث مين كو ناينغ، وهو زعيم انتفاضة 8888، الجمهور على تبني موقف «لا للاعتراف ولا لمشاركة» نظام الحكم العسكري. قدر أحد الخبراء في نظام الخدمة المدنية في الحكومة أن البلد يضم نحو مليون موظف مدني، وأن نحو ثلاثة أرباعهم تركوا وظائفهم.

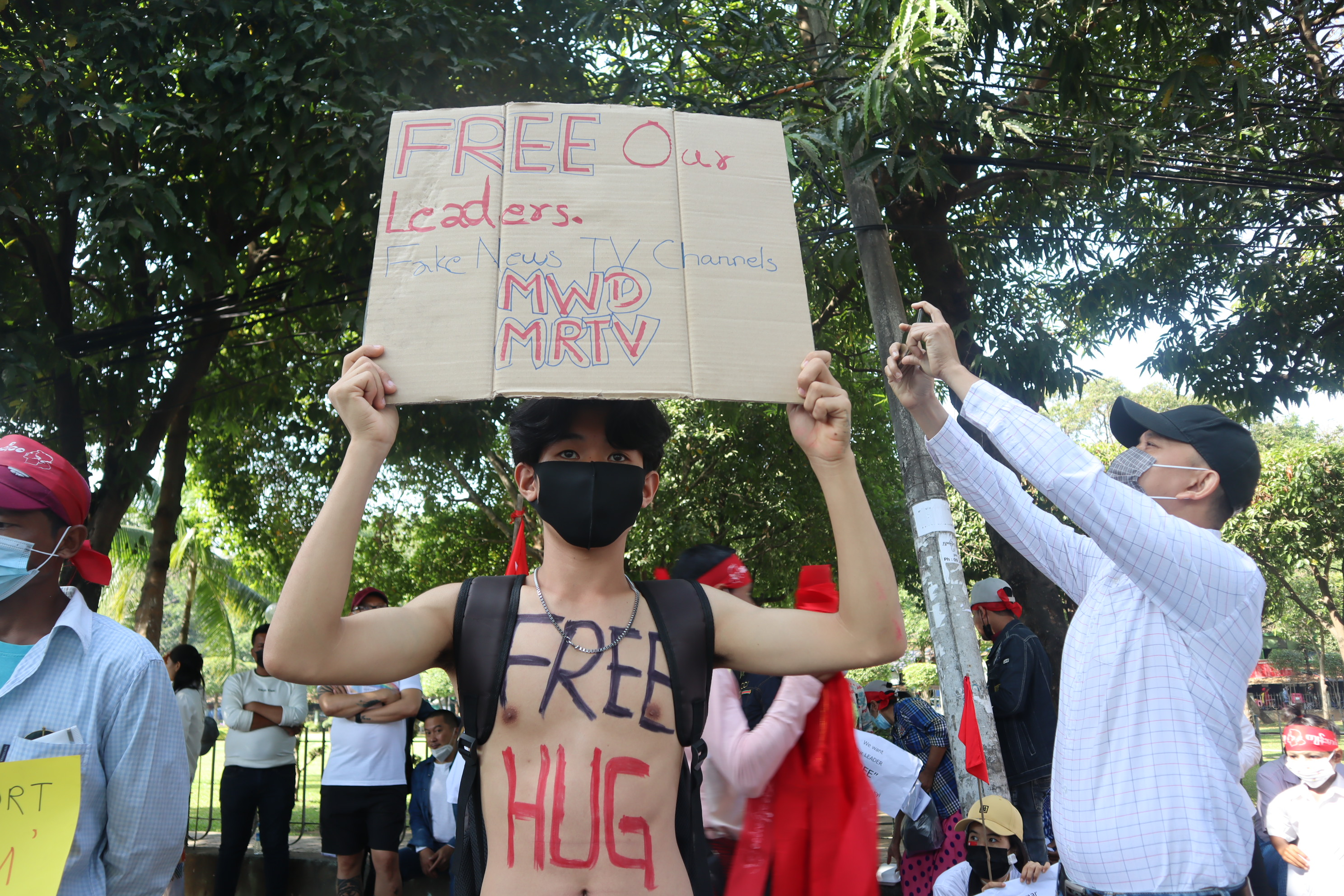
مراهق يحتج على الانقلاب العسكري

بدأ عمال الرعاية الصحية من عشرات المستشفيات والمؤسسات الحكومية إضرابًا عماليًا اعتبارًا من 3 فبراير 2021. وفي هذا التاريخ شارك في الحركة عمال الرعاية الصحية في أكثر من 110 مستشفى ووكالة رعاية صحية. استقال ستة من أعضاء لجنة تنمية مدينة ماندالاي الثلاثة عشر، بمن فيهم نائب العمدة يي مون، في 3 فبراير 2021، احتجاجًا على الانقلاب. واجه المشاركون في الإضراب العمالي الترهيب والتهديدات من رؤسائهم. بحلول 9 فبراير، عُلق التطعيم ضد فيروس كورونا، وأغلقت معظم المستشفيات في ميانمار.
سرعان ما انتشرت الإضرابات العمالية لتشمل قطاعات أخرى. تعهدت سبع منظمات للمعلمين، بما في ذلك اتحاد المعلمين في ميانمار البالغ عددهم 100 ألف شخص، بالانضمام إلى الإضراب العمالي. انضم إلى الإضراب أيضًا موظفو وزارة الخارجية، التي كانت ترأسها سابقًا سو تشي. نظم الموظفون المدنيون العاملون في وزارة الزراعة والثروة الحيوانية والري احتجاجًا في 4 فبراير 2021، في نايبيداو. وفي 5 فبراير 2021 انضم إلى حملة الإضراب 300 من عمال مناجم النحاس في مناجم كايزنتونغ. صرح عامل المنجم سيثو تون أن الإضراب مستمرٌ حتى «يستعيد القادة المنتخبون سلطتهم».
بحلول 5 فبراير 2021، شمل إضراب الخدمة المدنية موظفي القطاع الإداري، والطبي، والتعليمي، والطلاب في «91 مستشفى حكومي، و18 جامعة وكلية، و12 دائرة حكومية في 79 بلدة». صرح نان نوي، عضو قسم علم النفس في جامعة يانغون، «بما أننا نعلم الطلاب أن يسألوا ويفهموا ما هي العدالة، لا يمكننا قبول هذا الظلم. موقفنا ليس سياسيًا. نحن ندافع فقط عن العدالة». صرح لِن ليتيار، الجراح في مستشفى لاشيو العام، أن معظم الأطباء والممرضات أضربوا عن العمل منذ 3 فبراير 2021. انضم أيضًا موظفون من خطوط ميانمار الجوية الوطنية إلى حملة العصيان المدني.
في 8 فبراير حدث الآتي: أولًا، ظهرت أخبار مفادها بأن الصحف الحكومية كايمن وذا غلوبال نيو لايت أوف ميانمار تعتزمان وقف النشر احتجاجًا على الانقلاب. ثانيًا، شارك جميع عمال السكك الحديدية في ميانمار في الحركة وهكذا توقف النقل بالسكك الحديدية تمامًا. ثالثًا أغلق مصرف كانباوزا فروعه مؤقتًا بسبب النقص في ملاك الموظفين الناجم عن مشاركة موظفيه في حملة العصيان المدني. وتأثرت مصارف أخرى أيضًا بمشاركة الموظفين في الحملة المستمرة. في 9 فبراير انضم موظفون من بنك ميانمار المركزي إلى الحركة.
في 9 فبراير، أثرت أنشطة حركة العصيان المدني على وزارة الصحة والرياضة ما دفع الأخيرة لنشر نداء عام في نيو لايت أوف ميانمار التابعة للدولة، طالبت فيه عمال الرعاية الصحية العودة إلى عملهم. وفي 10 فبراير أعلنت أكبر نقابة عمالية في ميانمار، وهي اتحاد نقابات عمال ميانمار، عن خطط لمتابعة مقاضاة المسؤولين الذين ينتقمون من الموظفين المنضمين إلى حركة العصيان المدني في مكان عملهم. في 11 فبراير حثّ مين أونغ هلاينغ موظفي الخدمة المدنية على نبذ مشاعرهم الشخصية والعودة إلى العمل. في 16 فبراير حذر متحدث باسم وزارة الإعلام الموظفين المدنيين المشاركين في الحركة، من أن السلطات لن تنتظر طويلًا لعودتهم إلى العمل.
علق عددٌ من جماعات الضغط الصناعية، بما فيها رابطة ميانمار لصناعة الهواتف المحمولة ورابطة ميانمار لمستحضرات التجميل، التعاون مع الوكالات الحكومية في أعقاب الانقلاب.
وفقًا لموقع حركة العصيان المدني 2021، هناك 1061 قطاعًا حكوميًا من 23 وزارة تشارك بالكامل بحركة العصيان المدني وتوقفت عن العمل.

## القمع العسكري

### حجب خدمات الإنترنت
في 4 فبراير 2021، تلقت شركات الاتصالات ومزودي خدمات الإنترنت في جميع أنحاء ميانمار أوامر بحجب موقع فيسبوك حتى 7 فبراير، لضمان «استقرار البلاد». حظر مشغل خدمات الاتصالات الوطني والحكومي بالكامل في ميانمار «Myanma Posts and Telecommunications (MPT» خدمات فيسبوك ماسنجر وإنستغرام وواتساب، بينما حظرت شركة تيلينور ميانمار خدمات فيسبوك فقط. استُخدم فيسبوك لتنظيم الإضرابات العمالية لحملة العصيان المدني وحركة المقاطعة المتنامية. يُستخدم فيسبوك في ميانمار من قبل نصف السكان. في اليوم التالي، وسعت الحكومة الحظر ليشمل وسائل التواصل الاجتماعي الأخرى بما في ذلك تويتر.
بعد حظر فيسبوك، ارتفع الطلب على خدمات الشبكات الخاصة الافتراضية (VPN) في البلاد. وفقًا لمجموعة بحثية متخصصة في خصوصية البيانات وأمان الإنترنت في المملكة المتحدة، زاد الطلب على خدمات (VPN) بنسبة تفوق 7000%. شهد تطبيق سايفون المجاني المستخدم للتحايل على الرقابة زيادة كبيرة في عدد المستخدمين، من 5000 مستخدم يوميًا قبل انقلاب 1 فبراير إلى أكثر من 1.6 مليون مستخدم يومي اعتبارًا من 15 فبراير 2021، بمتوسط 14 مليون اتصال يومي.
في 19 فبراير 2021، حجب أغلب مزودي خدمة الإنترنت في ميانمار، باستثناء شركة مايتل وعدد محدود من الشركات، موقع ويكيبيديا.
في صباح يوم 6 فبراير 2021، بدأت السلطات العسكرية حظر خدمة الإنترنت على مستوى البلاد في ميانمار. في نفس اليوم، حثت شركة فيسبوك السلطات في ميانمار على رفع الحظر عن خدمات وسائل التواصل الاجتماعي. إضافة إلى ذلك، عمدت شركة فيسبوك إلى منع الحكومة البورمية عن تقديم طلبات إزالة المحتوى عن المنصة. استعيدت إمكانية الوصول إلى الإنترنت بشكل جزئي في البلاد في اليوم التالي، مع ذلك، استمر الحظر على منصات التواصل الاجتماعي. في 14 فبراير 2021، أعلنت شركة تيلينور منعها من الكشف علنًا عن التوجيهات التي تتلقاها من السلطات العسكرية بشأن حظر خدمات الإنترنت. بدءًا من 15 فبراير 2021، بدأت السلطات العسكرية فرض حظر لخدمات الإنترنت على مستوى البلاد مرة أخرى من الساعة 01:00 صباحًا وحتى الساعة 09:00 صباحًا بشكل يومي.
أُبلغ عن عمليات قطع إضافية لخدمات الإنترنت في 22 و26 فبراير 2021، في بعض المناطق. ظهر بأن شركة مايتيل، التي يعود جزء من ملكيتها للجيش، لم تتأثر بعمليات قطع خدمات الإنترنت.
بتاريخ 1 أبريل 2021، أمر المجلس العسكري مزودي خدمة الواي فاي في البلاد بقطع الإنترنت عبر النطاق العريض اللاسلكي، مع قطع اتصالات الخطوط الثابتة من الساعة 01:00 صباحًا وحتى الساعة 09:00 لكونها الطريقة الوحيدة المتبقية للوصول إلى الإنترنت.

### الاعتقالات والتهم
سارعت السلطات القضائية لقمع الاحتجاجات. حتى السابع من فبراير 2021، وُضع 152 شخصًا رهن الاعتقال على خلفية الانقلاب.
شرع النظام العسكري بتفعيل الإجراءات الجنائية ضد المعتقلين. في 3 فبراير 2021، حُكم على الراهب البوذي، ثوبيتا، بالسجن بتهمة الإساءة للجيش بموجب المادة 66 (د) من قانون الاتصالات. في 4 فبراير من نفس العام، اتُهم ثلاثة طلاب جامعيين، هم زو زو زان، وأونغ ميو كو، وهتوو خانت ثاو، وأونغ ميو كو، بتهمة التظاهر في مدينة ماندالاي وذلك بموجب المادة 19 من قانون التجمع السلمي والمسيرات السلمية. في 5 فبراير 2021، ألقي القبض على مونج جي، رئيس الحزب الديموقراطي للقوميات المتحدة، ووُجهت له عدة تهم، وحكم عليه بالسجن لمدة عامين اثنين بموجب المادة 505 (ب) من قانون العقوبات لتنظيمه تجمعًا احتجاجيًا في بلدة هبا آن بولاية كايين. أُلقي القبض أيضًا على تشو يو مون، مديرة إحدى المدارس، واتُهمت، بموجب المادة 505 (ب) من قانون العقوبات، لمشاركتها بحملة «الشريط الأحمر» داخل مدرستها في مدينة با آن بولاية كايين. اتُهم زعيم الرابطة الوطنية من أجل الديموقراطية في ميانمار، وين هتاين، بالتحريض على الفتنة، بموجب المادة 124 (أ) من قانون ميانمار المدني.
بتاريخ 6 فبراير من نفس العام، اعتُقل مستشار السياسة الاقتصادية في الحكومة المدنية التي تقودها الرابطة الوطنية من أجل الديموقراطية والأستاذ في جامعة ماكواري، الأسترالي شون تورنيل، ليصبح بذلك أول مواطن أجنبي معروف يلقى القبض عليه على خلفية الانقلاب.
في 8 فبراير 2021، أعادت السلطات اعتقال نانغ خين هتوي مينت، رئيس وزراء ولاية كايين، وميينت ناينج، رئيس وزراء إقليم ساغاينغ. كان نانغ خين هتوي مينت قد نشر عبارات تحث على التضامن بين الجنود والشعب على الإنترنت، وأشار فيها إلى فكرة تمويل الشعب للجيش من خلال دفعه للضرائب. بينما نشر مينت ناينج خطابًا دعا فيه العامة إلى مواصلة الاحتجاجات. في 9 فبراير، ألقي القبض على ما لا يقل عن مئة متظاهر في مدينة ماندالاي، بمن فيهم رئيس البلدية، يي لوين.
بتاريخ 13 فبراير 2021، أصدرت السلطات المختصة في ميانمار مذكرات توقيف، بموجب المادة 505 (ب) من القانون، بحق سبع شخصيات بارزة في ميانمار: مين كو ناينج، وكياو مين يو، وإم جي آي، وبنسلو، ولين لين، وإنسين أونج سوي، وميو يان نونج ثين، وذلك بتهمة التشهير بالدولة وتهديد «الطمأنينة العامة» من خلال منشوراتهم على منصات التواصل الاجتماعي.
في 17 فبراير 2021، أصدرت السلطات مذكرات توقيف بحق العديد من المشاهير، بما في ذلك لو مين، وباياي تي أو، وكو بوك، ونا جيي، وأنيغا، ووين، لتشجيعهم موظفي الخدمة المدنية على الانضمام إلى حركة العصيان المدني. حتى تاريخ 4 مارس 2021، كان عدد المعتقلين قد ازداد عن 1700 شخص. في 2 أبريل من نفس العام، أُلقي القبض على أحد عشر شخصًا في مدينة يانغون بعد الإجابة على مجموعة أسئلة طرحها عليهم طاقم تلفزيون سي إن إن الحاصل على ترخيص لتغطية الأخبار في ميانمار، واستمر حجزهم حتى تاريخ 19 أبريل 2021.
في 3 مارس 2021، اتُهم الصحافي في وكالة أسوشيتد برس، ثين زاو، مع خمسة إعلاميين آخرين، بتهمة تغطية الاحتجاجات، وكان من الممكن فرض أقصى العقوبات الممكنة المتمثلة بالسجن لمدة ثلاث سنوات عليهم. بتاريخ 4 مارس 2021، أُطلق سراح ثين زاو من سجن إنسين بالقرب من مدينة يانغون، مع إسقاط جميع التهم الموجهة إليه.
في 15 أبريل 2021، اعتقلت قوات الأمن في ميانمار واي مو نينج، أحد أبرز قادة الاحتجاجات، بالقرب من مدينة مونيوا.
في 9 مايو 2021، أعاد المجلس العسكري جثة الشاعر المنشق، خيت تي، بعد وفاته خلال الحجز. كانت الجثة مفتقرة للعديد من الأعضاء الداخلية.

## حملة المقاطعة العسكرية
في 3 فبراير 2021 ظهرت حركة مقاطعة محلية تسمى حملة «توقف عن شراء أعمال خونتا»، دعت إلى مقاطعة المنتجات والخدمات المرتبطة بجيش ميانمار. من بين السلع والخدمات المستهدفة في محفظة الأعمال التجارية الهامة للجيش البورمي، شركة ماي تيل، وهي شركة اتصالات وطنية، وجعة ميانمار، وجعة ماندالاي، وجعة داغون، والعديد من العلامات التجارية للقهوة والشاي، وشركة سيفنث سينس كريشن، التي شاركت في تأسيسها ابنة مين أونغ هلاينغ، وخطوط الحافلات.
ردًا على المقاطعة، استقال 71 مهندسًا يعملون لصالح ماي تيل في منطقة ساجينغ احتجاجًا على ذلك. وبدأت بعض منافذ البيع بالتجزئة في سحب جعة ميانمار من المتاجر.
في 5 من فبراير أنهت شركة كيرين مشروعها المشترك مع شركة ميانمار الاقتصادية القابضة المحدودة التي يملكها الجيش. ينتج المشروع المشترك، وهو مصنع الجعة في ميانمار، العديد من العلامات التجارية للجعة، بما في ذلك جعة ميانمار، ولها حصة سوقية تبلغ 80% في البلاد. قُدرت حصة شركة كيرين بمبلغ 1.7 مليار دولار أمريكي. في 8 فبراير أعلن ليم كالينغ، المؤسس المشارك لشركة راذر، عن تخليه عن حصته في مشروع مشترك مع شركة سنغافورية للتبغ تمتلك حصة 49% في شركة فرجينيا للتبغ، وهي شركة محلية لصناعة التبغ تعود ملكية أغلبيتها إلى شركة ميانمار الاقتصادية القابضة المحدودة. تنتج شركة فرجينيا للتبغ علامتين تجاريتين شهيرتين للسجائر المحلية وهما ريد روبي، وبريميم غولد.

## ردود الفعل الدولية
في 7 فبراير حث البابا فرانسيس السلطات على خدمة الصالح العام وتعزيز العدالة الاجتماعية والاستقرار الوطني، وأعرب عن تضامنه مع شعب ميانمار. في 10 فبراير تحدث الرئيس الأمريكي جو بايدن علنًا عن الاحتجاجات المستمرة، قائلاً «وأخيراً مع تزايد الاحتجاجات فإن العنف ضد أولئك الذين يؤكدون حقوقهم الديمقراطية أمر غير مقبول، وسوف نستمر في المناداة به. شعب بورما كذلك جعل أصواتهم مسموعة والعالم يراقب».
في 14 فبراير أصدر الأمين العام للأمم المتحدة أنطونيو غوتيريس بيانًا أعرب فيه عن قلقه العميق بشأن الوضع في ميانمار، وسلط الضوء على «الاستخدام المتزايد للقوة وما ورد عن نشر مركبات مدرعة إضافية في المدن الكبرى». وحث الجيش والشرطة في ميانمار على الاحترام الكامل للحق في التجمع السلمي وضمان عدم تعرض المتظاهرين لأعمال انتقامية. كما وصف تقارير العنف والتخويف والمضايقات من قبل أفراد الأمن بأنها «غير مقبولة». كما أدان نشر القوات والمركبات المدرعة في شوارع المدينة، وحث السلطات على ممارسة «أقصى درجات ضبط النفس». أدان رئيس الوزراء البريطاني بوريس جونسون الانقلاب، وغرد «نحن نقف مع شعب ميانمار وسنضمن إلقاء القبض على المسؤولين عن هذا الانقلاب». كما أثار استخدام القوة المميتة ضد المتظاهرين إدانات من وزارة الخارجية الفرنسية والأمم المتحدة، الذين وصفوا مثل هذه الحوادث بأنها غير مقبولة، وحثوا الجيش على الوقف الفوري لمثل هذا العنف. في 21 أعلن موقع فيسبوك تعليق الصفحة الرئيسية للجيش، قائلاً إن «الجيش انتهك معاييره التي تحظر التحريض على العنف».
في 20 فبراير، أفاد مسعفون متطوعون في الموقع بمقتل شخصين وإصابة 40 آخرين في اشتباك بين الشرطة والمتظاهرين في ماندالاي. استنكرت الولايات المتحدة مقتل متظاهرين في ميانمار، حيث صرح المتحدث باسم الخارجية الأمريكية نيد برايس بأن البلاد تدين استخدام القوة ضد المتظاهرين.